# Бум фестивал
Бум Фестивал (порт. Boom Festival) је португалски тренс фестивал који се одржава сваке две године. Фестивал карактеришу музички перформанси као и много бројне варијације и поставке визуелних уметности.

## Уопштено
Бум је настао 1997, почевши као фестивал тренс музике, са главном бином и опуштајућом бином на којој се пушта музика споријег типа.
Данас постоји пет бина:
- Храм игре (Dance Temple), на којој се углавном пушта психоделични тренс и класична тренс музика
- Круг алхемије (Alchemy Circle), где се могу чути експериментални под-жанрови тренса
- Тајна ватре (Secret Fire), бина на којој се могу видети перформанси уживо као и традиционална светска музика
- Извор околине (Ambient Source), служи као бина за опуштајућу музику
- Фанки плажа (Funky Beach), на којој можете чути ЕДМ

Друге атракције фестивала чине скулптуре сликарских галерија као и улични перформанси.
Такође на фестивалу се могу посетити разна предавања, јога учионице, пројекције филмова и групне медитације.

## Циљ
Бум жели да оснује јединствену атмосферу уз помоћ уметности и музике, на фестивалу нема места корпоративној забави као ни спонзорству. Бум тим жели да направи јединствено искуство за људе свих нација и узраста.
Према речима организатора Бум није само фестивал, Бум је стање свести, инспирисан је појмовима јединства, мира, креативности, међусобног поштовања, алтернативне културе, еволуције и љубави.
Ово је место где сви људи могу да искусе промену и доживе неку алтернативну реалност.

## Самоодрживост
Од 2004. године Бум је креирао своје еколошке пројекте, између осталог тоалете без хемијских продукта, третмане локалних вода биотехнологијом, као и коришћење обновљивих извора енергије.
Такође Бум Фестивал обезбеђује посетиоцима средства за чишћење као и преносиве пепељаре.